# Velódromo Ciudad de Tulcán

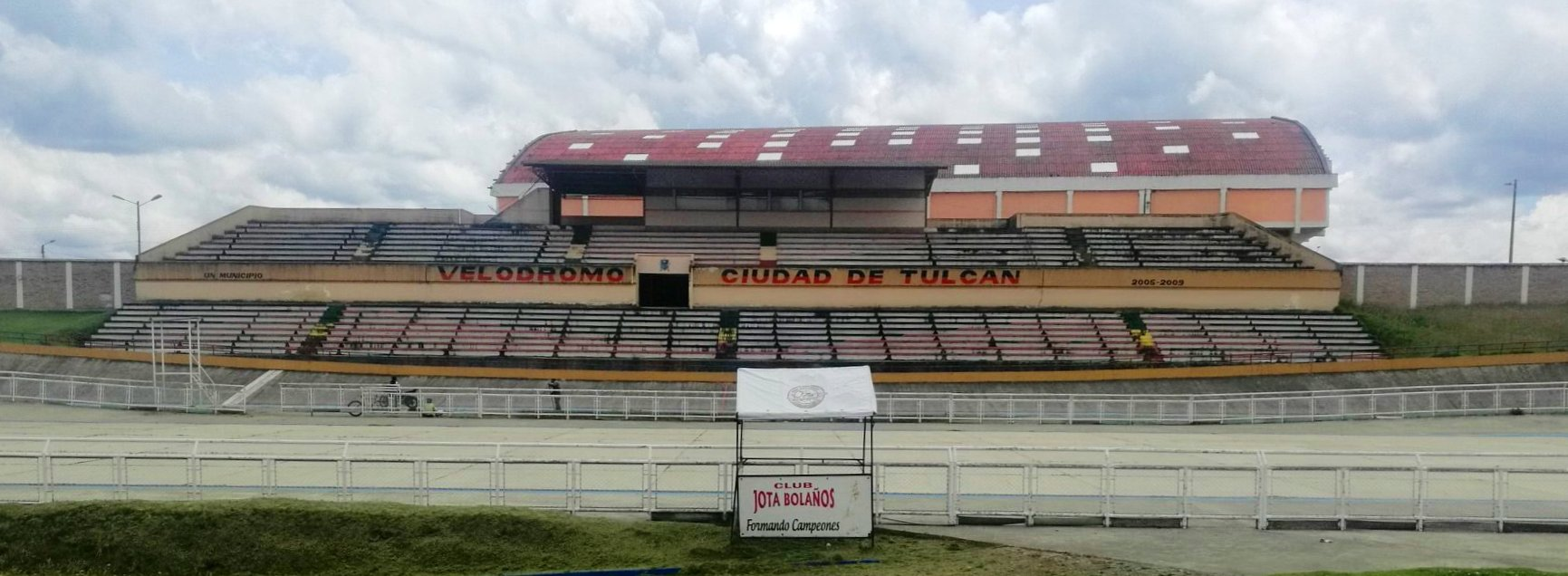
Tribuna del velódromo Ciudad de Tulcán.

El Velódromo Ciudad de Tulcán es el nombre que recibe una instalación deportiva localizada en la ciudad de Tulcán, capital de la provincia del Carchi. Fue inaugurado en 1988 por el entonces presidente de la República León Febrés Cordero.
Se encuentra al noroeste de la ciudad, junto al coliseo "Diecinueve de Noviembre". Es usado habitualmente para prácticas y competiciones nacionales e internacionales de ciclismo y patinaje. Aunque inicialmente fue planificado y construido como velódromo homologado por la UCI, en el año 2013 se concluyó la construcción de una pista interna para patinaje. Recibe su nombre en honor a la ciudad de Tulcán, considerada la capital del ciclismo ecuatoriano.